# Cupa UEFA Intertoto 2008
Cupa UEFA Intertoto 2008 a fost cea de-a douăzecea și ultima ediție a competiției de fotbal Cupa UEFA Intertoto. Au fost 3 runde, iar cele 11 echipe învingătoare din runda a treia s-au calificat în turul al doilea preliminar din Cupa UEFA. Marți, 21 aprilie a fost tragerea la sorți la sediul UEFA în Nyon, Elveția.

## Echipe participante
50 de echipe au participat în sezonul 2008 al Cupei UEFA Intertoto de la 50 de asociații UEFA:
Runda 1: (28 de echipe)
- 28 de la asociațiile 23-36, 38-50 si 53

Runda a 2-a: (28 de echipe)
- 14 învingătoare din prima rundă
- 14 de la asociațiile 9-22

Runda a 3-a: (22 de echipe)
- 14 învingătoare din a doua rundă
- 8 de la asociațille 1-8

## Prima rundă
|                         | Total |                           | Turul I | Turul II | Scor general |
| ----------------------- | ----- | ------------------------- | ------- | -------- | ------------ |
| KS Besa(agg)            | 1     | Ethnikos Achnas           | 0-0     | 1-1      | 1-1          |
| NK Celik                | 2     | OFK Grbalj Radanovic(agg) | 3-2     | 1-2      | 4-4          |
| NK Rijeka               | 3     | FK Renova                 | 0-0     | 0-2      | 0-2          |
| FC Hibernians Paola     | 4     | ND Gorica                 | 0-3     | 0-0      | 0-3          |
| FC Zhetysu Taldykorgan  | 5     | Honved Budapesta          | 1-2     | 2-4      | 3-6          |
| FC MIKA                 | 6     | FC Tiraspol(agg)          | 2-2     | 0-0      | 2-2          |
| Neftchi Baku(agg)       | 7     | FC Nitra                  | 2-0     | 1-3      | 3-3          |
| MKS Cracocia Krakow     | 8     | FC Shakhtyor Soligorsk    | 1-2     | 0-3      | 1-5          |
| Etzella Ettelbruck(agg) | 9     | Lokomotiv Tbilisi         | 0-0     | 2-2      | 2-2          |
| FK Ekranas              | 10    | Trans Narva               | 1-0     | 3-0      | 4-0          |
| HB                      | 11    | IF Elfsborg               | 1-4     | 0-0      | 1-4          |
| Bohemians               | 12    | Rhyl F.C.                 | 5-1     | 4-2      | 9-3          |
| Lisburn Distillery F.C. | 13    | Turun Palloseura          | 2-3     | 1-3      | 3-6          |
| FK Riga                 | 14    | Fylkir                    | 1-2     | 2-0      | 3-2          |

## A 2-a rundă
|                                  | Total |                        | Turul I | Turul II |
| -------------------------------- | ----- | ---------------------- | ------- | -------- |
| Cernomoret Burgas                | A     | ND Gorica              | 1-1     | 2-0      |
| OFK Grbalj Radanovic             | B     | Sivasspor              | 2-2     | 0-1      |
| Grasshopper-Club                 | C     | KS Besa                | 2-1     | 3-0      |
| FK Renova                        | D     | Hapoel Bnei Sakhnin FC | 1-2     | 0-1      |
| OFK Beograd                      | E     | Panionios GSS          | 1-0     | 1-3      |
| KFC Germinal Beerschot Antwerpen | F     | Neftchi Baku           | 1-1     | 0-1      |
| FC Saturn Moskovskaya Oblast     | G     | Etzella Ettelbruck     | 7-0     | 1-1      |
| FC Tiraspol                      | H     | SC Tavriya Simferopol  | 0-0     | 1-3      |
| SK Sturm Graz                    | I     | Sahtior Soligorsk      | 2-0     | 0-0      |
| FK Teplice                       | J     | Honved Budapesta       | 1-3     | 2-0      |
| Turun Palloseura                 | K     | Odense BK              | 1-2     | 0-2      |
| Hibernian FC                     | L     | IF Elsborg             | 0-2     | 0-2      |
| FK Ekranas                       | M     | Rosenborg BK           | 1-3     | 0-4      |
| FK Riga                          | N     | Bohemians              | 1-0     | 1-2      |

## A 3-a rundă
|                              | Scor general |                        | Turul I | Turul II    |
| ---------------------------- | ------------ | ---------------------- | ------- | ----------- |
| Hapoel Bnei                  | 1-3          | RC Deportivo La Coruña | 1-2     | 0-1         |
| Panionios GSS                | 0-2          | SSC Napoli             | 0-1     | 0-1         |
| Sivasspor                    | 0-5          | Sporting Club Braga    | 0-2     | 0-3         |
| Grasshopper                  | 4-0          | Cernomoret Burgas      | 3-0     | 1-0         |
| FC Saturn Moskovskaia Oblast | 1-0          | VfB Stuttgart          | 1-0     | 0–3 (d. p.) |
| Neftchi Baku                 | 2-3          | FC Vaslui              | 2-1     | 0-2         |
| Stade Rennais FC(agg)        | 1-1 (10-9 p) | SC Tavriya Simferopol  | 1-0     | 0-1         |
| SK Sturm Graz                | 2-1          | Honved Budapesta       | 0-0     | 2-1         |
| NAC Breda                    | 1-2          | Rosenborg BK           | 1-0     | 0-2         |
| Odense BK                    | 2-3          | Aston Villa FC         | 2-2     | 0-1         |
| IF Elsborg                   | 1-0          | FK Riga                | 1-0     | 0-0         |